# Tragosoma
Tragosoma es un género de escarabajos longicornios de la tribu Meroscelisini.

## Especies
- Tragosoma depsarium (Linné, 1767)
- Tragosoma harrisii LeConte, 1851
- Tragosoma nigripenne Bates, 1892
- Tragosoma pilosicorne Casey, 1890
- Tragosoma soror Laplante, 2017
- Tragosoma spiculum Casey, 1890